# William Navarrete
William Navarrete (Banes, en 1968) es un novelista, periodista, ensayista, poeta y crítico de arte  naturalizado francés. Es colaborador permanente para El Nuevo Herald. Su libros han sido publicados por editoriales tales como Stock, Cosmopole, Magellan, Tusquets, Universal, Planeta, Legua, Aduana Vieja, Oxybia Archivado el 1 de noviembre de 2020 en Wayback Machine., Il Foglio, entre otras, en Francia, España, Italia, México, Colombia y Estados Unidos.

## Biografía
Estudió Historia del Arte en la Facultad de Artes y Letras de la Universidad de La Habana y Civilización Hispanoamericana en la Universidad de La Sorbonne - Paris IV.
Obtuvo la Beca de creación literaria del Centre National du Livre (CNL), en Francia, 2015.
Su primera novela, La gema de Cubagua (Legua Editorial, Madrid, 2011, reeditada en 2021 por la editorial sueco-española Saturn) fue publicada por la Editorial Stock, colección La Cosmopolite, con el título de La danse des millions; seguida de Fugas (2014), publicada en francés con el título de En fugue, también por la editorial Stock. Se trata de las dos primeras obras de una trilogía que, como Navarrete ha explicado, "tienen un indicador común: las historias parten o terminan en la región oriental de Cuba, que comprende hoy día el territorio de Holguín y que incluye las zonas de Gibara, Banes, Antilla, Cueto y Mayarí". De ese antiguo predio de la poderosa United Fruit Company "ha salido el poder político que ha malgobernado a Cuba desde hace casi un siglo" y Navarrete "sostiene que habría que preguntarse en qué medida las estructuras públicas, sociales, administrativas y económicas establecidas por los norteamericanos, los colegios dirigidos por los cuáqueros y la disciplina anglosajona, pudieron estar relacionadas que ver con el hecho de que varias familias procedentes de allí se apoderaran del poder político en la isla por varios años. “Entender a Oriente, y el hecho de que allí se gestaron las guerras independentistas, las invasiones, las gestas llamadas heroicas, la fundación de la colonia y de sus tres primeras Villas, etc., es capital si se desea entender la compleja historia cubana”, resume.". Deja que se muera España, su tercera novela, también fue publicada por la editorial Tusquets/Planeta en 2017. 
Antes de incursionar en la novela, Navarrete había publicado poemarios (premio Eugenio Florit 2004, Centro de Cultura Panamericana de Nueva York), cuentos, monografías de arte y ensayos, tanto en libros de su autoría, como en revistas y compilaciones. Ha sido también autor de libros de ensayo y de relatos en francés, como Dictionnaire insolite de Cuba y el Dictionnaire insolite de la Floride, ambos publicados por el editor parisino Cosmopole, así como del relato Pour l'amour de Nice (Ed. Magellan & Cia).
Varias obras suyas han sido traducidas a otros idiomas como el francés, el alemán y el italiano.
Ha dirigido las colecciones literarias "Viendo llover en La Habana" y "Visión crítica" para la editorial Aduana Vieja, Valencia, España y la de literatura cubana, junto con Gordiano Lupi, para la editorial Il Foglio, Piombino (Toscana, Italia). Ha editado varios libros sobre artistas cubanos (por ejemplo, de los pintores Humberto Calzada Coro y Gina Pellón), traducido poetas y coordinado diversas antologías. 
Colabora para periódicos y revistas en todo el mundo. Es colaborador asiduo para El Nuevo Herald desde 1998, el periódico en español más importante de Estados Unidos. Sus artículos abordan temas de interés cultural y artístico. Ha sido editor en español de la revista EL Correo de la UNESCO.
Miembro del PEN Club de Escritores y de la Société des Gens des Lettres, en Francia. Miembro del Colegio Nacional de Periodistas. Ha participado en numerosos encuentros y festivales literarios, ha recibido la Medalla Vermeil de la Société Académique Arts-Lettres-Sciences (París, 2010) y dictado conferencias y talleres literarios en todo el mundo.

## Libros

### Novelas y libros de relatos y cuentos
- Le tour de France des cuisines du monde, cuentos, coautor: Pierre Bignami, Ed. Emmanuelle Collas,París, 2024 (en francés).
- Cuba Spleen, relato,Ed. Emmanuelle Collas, París, 2023 (en francés).
- Le tour du monde en 80 saveurs, cuentos, coautor: Pierre Bignami, Ed. Emmanuelle Collas, París, 2020 (en francés).
- Divine Italie, relatos, Ed. Magellan, París, 2020 (en francés).
- Vidalina, novela, Ed. Emmanuelle Collas, París, 2019 (trad. al francés).
- "Griselda, el vendabal y los girasoles", cuento basado en una obra de Tania Bruguera, in Isla en la luz, The Jorge M. Pérez Foundation, Miami, 2019.
- Deja que se muera España, novela, Ed. Tusquets/Planeta, 2017.
- Pour l'amour de Nice, relato, Ed. Magellan, Paris, 2017 (en francés)
- Danser avec l'ennemi. In: Nouvelles de Cuba, Ed. Magellan, Paris, 2016.
- Fugas, novela, Ed. Tusquets/Planeta, col. Andanzas, 2014.
- En fugue, novela, trad. Marianne Millon, Ed. Stock, col. La Cosmopolite, Paris, 2015.
- La danse des millions, novela, trad. Marianne Millon, Ed. Stock, col. La Cosmopolite, Paris, 2012.
- La gema de Cubagua, novela, Ed. Legua Editorial, Madrid, 2011; nueva edición de Saturn förlag/Editorial Saturn Archivado el 2 de enero de 2022 en Wayback Machine., Estocolmo, 2021.
- La canopea del Louvre, cuentos, con Regina Ávila; prólogo de Ramón Alejandro; edición bilingüe español-francés, Ed. Aduana Vieja, Valencia, 2007.

### Ensayos
- Como el ave fénix. 50 historias de Cuba en exilio (entrevistas), Ed. Rialta, Querétaro, México, 2024.
- Primeras familias, poblado y ciudad San Isidoro de Holguín (genealogía), Ed. UnosOtros, Miami, Florida, 2023.
- Cuba, patria y música Archivado el 2 de enero de 2022 en Wayback Machine., Ed. UnosOtros, Miami, Florida, 2021.
- Dictionnaire insolite de la Floride, Ed. Cosmopole, París, 2017 (en francés).
- Genealogía cubana. San Isidoro de Holguín, con la colaboración de María Dolores Espino. Valencia: Ed. Aduana Vieja, 2015.
- Dictionnaire insolite de Cuba, Ed. Cosmopole, París, 2014 (en francés) / reedición 2016.
- Aldabonazo en Trocadero 162, con Regina Ávila, antología homenaje a José Lezama Lima, colectivo, 33 autores; Ed. Aduana Vieja, Valencia, 2008.
- Visión crítica de Humberto Calzada, monografía crítica; Ed. Aduana Vieja, Valencia, 2008.
- Visión crítica de Gina Pellón, monografía crítica, Ed. Aduana Vieja, Valencia, España, 2007.
- Catalejo en lontananza. Crónicas cubanas, artículos y ensayos publicados entre 1995 y 2005 con prólogo de Grace Piney Roche; Aduana Vieja, Valencia, 2006.
- Cuba, la musique en exil, ensayo con prólogo de Eduardo Manet; Ed. L'Harmattan, París, 2004. (en francés).
- Centenario de la República cubana, volumen colectivo, 27 autores cubanos por el centenario de la República de Cuba, Ed. Universal, Miami, 2002.
- La chanson cubaine (1902-1959): textes et contexte; Ed. L'Harmattan, París, 2000. (en francés).

### Poesía
- "Poemas de la India", Viajeros. Diez poetas hiperóreos (Sel. María Eugenia Caseiro), Ed. Arjé, Florida, 2019.
- Lueurs voilées du Sud / Lumbres veladas del Sur Archivado el 1 de noviembre de 2020 en Wayback Machine. (bilingüe francés/español), Oxybia éditions, Grasse, Francia, 2017.
- Animal en vilo, Editorial Univ. Autónoma de Nuevo León, Monterrey, México, 2016.
- Lumbres veladas del Sur, poemas inspirados en Marrakech, Editorial Aduana Vieja, Valencia, 2008.
- Canti ai piedi dell'Atlante, poemas, Ed. Coen Tanugi Editore, Gorgonzola, Italia, 2006.
- Versi tra le sbarre, poemas, edición bilingüe italiano-español; Edizione Il Foglio, Piombino, Italia, 2006.
- Edad de miedo al frío y otros poemas, poemario, primer Premio Eugenio Florit (Centro de Cultura Panamericana de Nueva York); Aduana Vieja, Valencia, España, 2005 / Età di paura al freddo, tr. al italiano de Ilaria Gesi; Ed. Il Foglio, Piombino, Italia, 2005.
- Insulas al pairo. Poesía cubana en París (antología de doce poetas cubanos contemporáneos en París); Ed. Aduana Vieja, Valencia, 2005.

### Prólogos
- Marc Pollini, fotografías, Islande, île noire, Ed. De l'air, des livres, Nice, 2020.
- François Rodier, "François et Cuba", Voyage en Chimérie, Ed. Sigre, Paris, 2016.
- Albis Torres, poemario In Albis, Ed. UNAL Monterrey, México, 2015.
- Patrizia Garofalo, poemario Il Dio dell'impossibili, Piombino, Italia, 2009.
- Regina Behrens Al Sowayel et Nouf bint Mohammad, beau-livre Secret interiors in Saudi Arabia, Arabia Saudí-España, 2007.
- José Triana, poemario Orfeo en la ciudad, Valencia, 2008.
- Janisset Rivero, poemario Ausente, Valencia, 2008.
- Ramón Alejandro, catálogo El vimana de la existencia, Latin Art Core, Miami 2007.
- Raúl Maestri, Obras escogidas, Valencia, 2006.
- Gina Pellón, poemario Vendedor de olvidos, Valencia / Piombino, 2005.
- Jorge Olivera Castillo, recueil de poésies Confesiones antes del crepúsculo, Miami, 2005.
- Regis Iglesias Ramírez, poemario Historias gentiles antes de la Resurrección, Valencia, 2004.
- Nivaria Tejera, novela Espero la noche para soñarte, revolución, Miami, 2002.
- Arcadio Cancio, catálogo Interiors from the interiors, Barcelo Fine Art, Miami, 2001.

## Artículos y ensayos publicados
- "Severiano de Heredia, un alcalde cubano en París", in El Nuevo Herald, Miami, mai 2017.
- "Penser l'île n'est possible qu'en s'éloigant d'elle" (interview). In: Cuba, la révolution transgressée, Merie Herbet, Ed. Nevicata, Bruxelles, 2016
- "Les semi-vérités de Nietzsche", en Revue Siècle 21, Dixième année, n.º 23, automne-hiver 2013, Paris, France.
- "Nivaria Tejera, letras imbricadas en constante espiral", en Canarias, Cuba y Francia: Los exilios literarios de Nivaria Tejera (María Hernández-Ojeda ed.), Ed. Torremozas, Madrid, 2012.
- "La plástica del exilio cubano en Europa", en Cuba: Arte y Literatura (Grace Piney / James J. Pancrazio ed.), Legua Editorial, Madrid, 2011.
- "Blogs independientes en Cuba", en Revista Hispano Cubana, n.º 33, Madrid, 2009.
- "José Lezama Lima: Un étrusque, un être anachronique, hors du commun", en Cyclocosmia, n.º 2, juin MMIX, Revue d'invention et d'observation, Obernai, France.
- "Cuban Exiles in France", en Idea of a Nation Displaced, de Andrea O'Reilly Herrera, Ed. State University of New York, 2007.
- "La littérature cubaine en France: oublies ou mésententes?", en Critique, n.º 711-712, agosto-septiembre, 2006, Les Editions du Minuit, Paris, France.
- "La pandilla de Banes. Notas a una entrevista capital", en La Torre del Virrey, n.º 2, invierno 2006, Revista de Estudios Culturales, L'Eliana, Espagne.
- "Amnistie ou absolution des péchés? Quelques considérations sur la justice transitionnelle", en Bienvenus à la transition, de Grace Piney Roche, Editorial Aduana Vieja, Valencia, España, 2005.
- "Una música expoliada", en I Congreso Internacional de Cultura Cubana, Editado por la AECT, Madrid, 2004.
- "Europa, el fin del letargo", en Voces tras las rejas, de José M. González-Llorente, Ed. Biblioteca de la Libertad, Miami, 2004.
- "Cuba-Francia: ¿el fin del glamour?, en Democracia, desarrollo y sociedad civil en Cuba, Editorial Aduana Vieja, Valencia, España, 2004.
- "Holguín, una genealogía patriarcal", en Herencia, Vol. 10, n.º 3, 2004, Miami, Florida.
- "La pintura republicana cubana: de una Academia a otra", en Herencia, Vol. 9, n.º 1, 2003, Miami, Florida.
- "La ronda del exilio: una música con alas", en Creación y Exilio, Selección y prólogo de Fabio Murrieta, Editorial Hispano Cubana, Madrid, 2002.
- "El quinquenio dorado de la pintura cubana: 1940-1945", en Encuentro de la Cultura Cubana, n.º 16-17, Madrid, 2002.
- "Los foros republicanos cubanos y el fantasma del poder", en Herencia, Vol. 7, n.º 1, 2001, Revista de Cuban National Heritage, Miami, Florida.
- "Alexander von Humboldt en Cuba", en Tranvía, Revue der Iberischen Halbinsel, Berlín, junio de 1999.
- "Entres sones y salsas", en La Canción Popular, n.º 14, Revista de la Asociación Puertorriqueña de Música Popular, San Juan de Puerto Rico, 1999.